# Jenny Berggren
Jenny Cecilia Berggren, gift Petrén, född 19 maj 1972 i Bergsjöns församling, Göteborgs och Bohus län, är en svensk popsångerska och låtskrivare. Hon är mest känd som sångerska och frontfigur i popgruppen Ace of Base.

## Biografi
Jenny Berggren började som sångerska i flera konstellationer med sina äldre syskon Malin Berggren och Jonas Berggren. I början av 1990-talet bildade de tillsammans med Ulf Ekberg gruppen Ace of Base, som fick ett enormt internationellt genombrott och kom att bli en av Sveriges största musikexporter genom tiderna. Den första skivan, Happy Nation (1992), var vid slutet av 1990-talet det dittills mest sålda debutalbumet i världen, med 23 miljoner exemplar, och var toppnoterad i 16 länder. Jenny Berggren har även sjungit i gruppen Arose. 
Berggren är också verksam som låtskrivare och föreläsare, bland annat om den hektiska tiden med Ace of Base, sin kristna livsåskådning och uppträder ibland tillsammans med sin man Jakob Petrén. 2007 turnerade hon med showen The Original Abba Orchestra, och hon har genomfört ett stort antal konserter solo, samtidigt som hon arbetat med Ace of Base. Hon utgav 2009 den självbiografiska boken Vinna hela världen, som getts ut i flera upplagor. 
År 2010 släppte Berggren sin första officiella singel, "Here I Am", som nådde plats 14 på svenska försäljningslistan. Senare samma år släppte hon sin andra singel, "Gotta Go", och albumet My Story.
Våren 2011 deltog hon i den danska uttagningen till Eurovision Song Contest med bidraget "Let Your Heart Be Mine". Hon var wildcard i tävlingen, men åkte ut innan superfinalen.
Under två år, mellan 2007 och 2009, turnerade Jenny Berggren med Ace of Base (dock utan Malin Berggren) i Asien och Europa. Vid produktionen 2010 av skivan The Golden Ratio ersattes Berggren med de två vokalisterna Clara Hagman och Julia Williamson och skivan gavs ut med det av rättighetsskäl förändrade artistnamnet "Ace.Of.Base". Projektet Ace of Base har därefter varit vilande, men med återkommande spekulationer om möjlig comeback.
År 2015 deltog hon i TV4:s program Så mycket bättre.

### Familj
Jenny Berggren är sedan 2004 gift med Jakob Petrén och har två barn. Sedan oktober 2010 är hon officiell ambassadör för Voi-projektet i Kenya. Biståndsprojektet har sitt säte i Ulricehamn och hjälper föräldralösa barn i staden Voi.

## Diskografi
Album
- 2010 – My Story

Singlar
- 2009 – Free Me
- 2010 – Here I Am
- 2010 – Gotta Go
- 2015 – Så skimrande var aldrig havet
- 2015 – Push Play
- 2015 – Come
- 2015 - Come (Kleerup Remix)
- 2015 – Älskar dig till döds
- 2015 – Varje gång jag ser dig
- 2015 – Lever så här
- 2022 – Open & Alive